# يوم المصالحة
يوم المصالحة (بالإنجليزية: Day of Reconciliation)‏ هو عطلة رسمية وعيد وطني في جنوب إفريقيا يحتفل به 16 ديسمبر من كل سنة. دخلت العطلة حيز التنفيذ في عام 1995 بعد نهاية نظام الفصل العنصري، بهدف تعزيز المصالحة والوحدة الوطنية في البلاد. تم اختيار التاريخ لأنه كان مهمًا لكل من الثقافتين الأفريكانية والأفريقية. يتم الاحتفال بيوم المصالحة كشكل من أشكال تذكر الماضي، حيث يتم تكريم والاعتراف بمساهمات المحاربين القدامى وتنظيم مسيرات وغيرها من أشكال الاحتفال.

## تاريخ
كانت المرة الأولى التي يتم فيها الاحتفال بيوم المصالحة كعطلة رسمية في عام 1995. اختارت الحكومة الجديدة أن تؤرخ للوحدة الوطنية من خلال اختيار تاريخ له أهمية بالنسبة لكل من «تقاليد الأفريكان ونضال التحرير».
في يوم المصالحة، تشارك المجموعات الثقافية في المسيرات وتقام الاحتفالات المختلفة في جميع أنحاء البلاد. في يوم المصالحة لسنة 2013، تم الكشف عن تمثال لنيلسون مانديلا، أول رئيس أسود لجنوب إفريقيا، في بريتوريا. خلال الاحتفال في عام 2009، كرم الرئيس جاكوب زوما الأبطال المنسيين في جنوب أفريقيا، بما في ذلك إدراج حوالي 100 اسم من قدامى المحاربين القدامى على جدار الأسماء في حديقة الحرية. في 2008، تم بناء شاهد قبر لأول ضحية للإعدام بالإطار، ماكي سكوسانا، تكريما له. للاحتفال في 2001، تذكر المؤتمر الوطني الأفريقي (ANC) حادثة غارة الشرطة التي أدت إلى محاكمة ريفونيا. بعض المجتمعات تقوم بمسيرات للمشي وذلك بمثابة تكريم لمانديلا. اختارت مناطق أخرى من جنوب إفريقيا التأكيد على حاجتها إلى الوئام العنصري في مجتمعاتهم.
كل عام كان له موضوع مختلف. فمثلا :
2013 : بناء الأمة والتماسك الاجتماعي والمصالحة.
2014 : التماسك الاجتماعي والمصالحة والوحدة الوطنية في 20 عامًا من الديمقراطية.
2015 : سد الفجوة : بناء دولة جنوب أفريقية مشتركة لخلق تنمية وطنية شاملة.